# 박찬종 (축구 선수)
박찬종(朴燦鍾, 1989년 9월 2일~)은 대한민국의 축구 선수이며, 포지션은 공격수이다.

## 경력
대한민국 경상남도 울산시에 태어난 그는 전주대학교 졸업 이후 여러 국내 축구 구단으로의 입단이 힘들어지자 취업을 크로아티의 축구단인 HNSK 모슬라비나에 입단했다.
2012년 2월, 그는 보스니아 2부 리그 구단인 NK GOSK 가빌라로 이적했으며, 구단과의 계약이 만료된 후 기회를 찾기 위해 고국으로 돌아왔지만 기회를 얻지 못하게 되며홍콩의 위안랑 FC에 입단하게 된다.